# Иванов, Леонид Григорьевич
Леони́д Григо́рьевич Ивано́в (25 июля 1921, Петроград, Советская Россия — 14 сентября 1990, Ленинград, СССР) — советский футболист, вратарь, заслуженный мастер спорта (1952). Обладатель Кубка СССР 1944 года.

## Биография
Родился на Петроградской стороне в Петрограде. Начал играть в 1936 году в юношеской команде ленинградского завода «Электрик».

### Клубная карьера
В высшей лиге чемпионата СССР по футболу дебютировал 22 мая 1939 года в возрасте 17 лет в выездном матче первого тура против московского «Спартака». Несмотря на 4 пропущенных мяча, молодой вратарь уже в первом же сезоне становится основным голкипером ленинградского «Сталинца» (так до 1940 года назывался «Зенит»), проведя 14 матчей. На следующий год Леонид Иванов принял участие в 18 матчах чемпионата.
Чемпионат СССР по футболу 1941 года был прерван начавшейся Великой Отечественной войной. Игроков «Зенита» эвакуировали в Казань с оптическим заводом вместе с семьями и тренером Константином Лемешевым летом 1942 года. Работая на заводе по 12-14 часов в сутки, футболисты находили в себе силы тренироваться и проводить товарищеские матчи.
В 1944 году был возобновлён розыгрыш Кубка СССР, который ленинградский «Зенит» сенсационно выиграл, обыграв последовательно «Динамо» Москва (3:1), «Динамо» Минск (0:0, переигровка 1:0), «Динамо» Батуми (1:0), «Спартак» Москва (3:2) и в финале — московский ЦДКА (2:1). Леонид Иванов сыграл ключевую роль в успехе своего клуба, пропустив за шесть матчей всего 4 мяча.
В послевоенных чемпионатах «Зенит», как и до войны, был средней командой, не претендующей даже на медали. Тем не менее Леонид Иванов считался одним из лучших вратарей страны. С 1950 по 1953 годах он назывался № 1 на позиции вратаря в списке 33 лучших футболистов сезона в СССР. Леонид Иванов регулярно получал приглашения о переходе в московские клубы «Спартак» и ВВС, но неизменно отказывался. Однажды ему вместе с одноклубником Фридрихом Марютиным даже пришлось весь день скрываться от посланников футбольного клуба ВВС (который в то время курировал Василий Сталин), прилетевших в Ленинград, чтобы принудить лучших футболистов «Зенита» перейти в ВВС. Последний матч за «Зенит» Иванов провёл 21 октября 1956 года на стадионе имени С. М. Кирова в последнем туре чемпионата против «Динамо» Киев (5:1), будучи последним из участников ещё довоенных чемпионатов СССР.
Всего в высшей лиге чемпионата СССР Леонид Иванов сыграл 302 матча, в которых он пропустил 455 мячей.
Именем Леонида Иванова назван символический клуб, в который входят вратари футбольного клуба «Зенит», сохранившие свои ворота в неприкосновенности в 25 и более играх за клуб.

### Национальная сборная
В начале 1950-х годов было принято решение выйти из международной спортивной изоляции и отправить советскую спортивную делегацию на летние Олимпийские игры 1952 года в Хельсинки. Леонид Иванов стал основным вратарём сборной команды по футболу и защищал ворота во всех трёх матчах команды. В официальных матчах дебютировал 15 июля 1952 года в городе Котка в матче 1/16 финала против сборной Болгарии. Поражение в 1/8 турнира от сборной Югославии руководством Советского Союза было расценено как позор (отношения между Югославией и СССР в то время были откровенно враждебные), ряд игроков и тренеров были лишены званий мастеров спорта, а ЦДСА, как один из базовых клубов сборной, был вообще расформирован. Тем не менее игра Леонида Иванова на Олимпиаде нареканий не вызвала, более того, по возвращении сборной из Финляндии ему было присвоено звание Заслуженный мастер спорта СССР.
Всего Леонид Иванов провёл в составе сборной СССР по футболу 9 игр, в которых пропустил 12 мячей, в том числе — 3 официальных игры (9 пропущенных мячей).

### Тренерская карьера
Сразу по окончании карьеры игрока Иванов занялся тренерской деятельностью. Он тренировал:
- футбольную команду ГОМЗ, которая под его руководством дошла до финала Кубка СССР среди коллективов физкультуры в 1957 году, а на следующий год завоевала Кубок Ленинграда
- команду «Онежец» Петрозаводск

### Жизнь вне футбола
Закончив с тренерской деятельностью, Иванов работал таксистом. Написал книгу «В воротах „Зенита“», выпущенную в 1976 году и переизданную в 1987 году.
Умер 14 сентября 1990 года. Похоронен на Волковском кладбище в Санкт-Петербурге.

Могила Л. Г. Иванова

## Достижения
- Обладатель Кубка СССР по футболу 1944 года
- Заслуженный мастер спорта СССР (1952)
- В 1950 и 1951 годах назывался № 1 на позиции вратаря в списке 33 лучших футболистов сезона в СССР

## Награды
- Орден «Знак Почёта» (27.04.1957) — «за успехи, достигнутые в деле развития массового физкультурного движения в стране, повышения мастерства советских спортсменов, и успешное выступление на международных соревнованиях»

## Факты и легенды
- Дебютировав в сборной СССР по футболу 15 июля 1952 года в городе Котка в матче 1/16 финала XV Олимпиады против сборной Болгарии, стал первым футболистом ленинградского клуба, сыгравшим в официальном матче сборной страны[4].
- Существует легенда, что после победы в Кубке СССР 1944 года, «Зенит» в полном составе был приглашён на торжественный обед на дачу некого высокопоставленного чиновника. По традиции хрустальный кубок наполнили шампанским и пустили по кругу. Когда очередь дошла до хозяина дачи, кубок неожиданно выскользнул из его рук. Иванов в красивом прыжке успел поймать его у самого пола. Одноклубник Иванова, Борис Левин-Коган, категорически отрицая реальность этого события, добавил: «Звучит красиво… Лёня точно точно так бы смог!».

## Память
Мемориальная доска на доме № 48 на Кузнецовской улице в Санкт-Петербурге (открыта 16 сентября 2004 года)